# Johnny Bond
Cyrus Whitfield Bond (1 de junio de 1915 – 12 de junio de 1978), conocido profesionalmente con el nombre artístico de Johnny Bond, fue cantante y compositor estadounidense de  música country.

## Biografía
Bond nació en Enville (Oklahoma) y creció en varias granjas del estado. De joven se vio influido por los discos de su padre y aprendió música formando parte de la banda de su escuela comenzando con el ukelele que más tarde cambió por la guitarra.
Su primera actuación la realizó en una emisora de radio de Oklahoma City cuando tenía diecinueve años. En 1937, comenzó a actuar junto con Jimmy Wakely y Scotty Harrell en una banda llamada the Bell Boys trio, renombrada posteriormente the Bell Clothing Company, debido al un acuerdo con el patrocinador, en la emisora WKY de Oklahoma. En 1940 se integró en la plantilla del programa de radio Gene Autry's Melody Ranch.
También formó su propia banda, the Red River Valley Boys.
De acuerdo con la Encyclopedia of Country, el trío Bond-Wakely-Harrell "realizó una estafa musical inteligente" porque grabaron con dos compañías diferentes utilizando diferentes nombres: the Jimmy Wakely Trio (para Decca Records) y Johnny Bond & the Cimarron Boys (para Columbia Records).
Bond también apareció en al menos 40 películas, comenzando con Saga of Death Valley (1939) e incluyendo títulos como Wilson y Duelo al sol.
A partir de 1953, Bond y Tex Ritter fueron anfitriones del programa de televisión especializado en música country Town Hall Party, que permaneció en antena siete años.
Las primeras grabaciones de Bond las realizó para Columbia Records en 1937. Alcanzó el éxito en 1947 con "Divorce Me C.O.D.", el primero de los siete "top ten" que consiguió en colocar en la lista Billboard country.  En 1965 a los 50 años de edad consiguió su mayor éxito comercial con "Ten Little Bottles", que permaneció en el número 2 de las listas durante cuatro semanas. Otros éxitos de Bond fueron "So Round, So Firm, So Fully Packed" (1947), "Oklahoma Waltz" (1948), "Love Song in 32 Bars" (1950), "Sick Sober and Sorry" (1951) y "Hot Rod Lincoln" (1960).
Los cientos de canciones que Bond escribió incluyen "Cimarron", "Ten Little Bottles" y "Hot Rod Lincoln". Él y Ritter formaron Vidor Publications, una editorial de música. Se retiró de la actuación en la década de 1970 para dedicar más tiempo a la publicación de música.
Bond falleció debido a un infarto en 1978 a los 63 años de edad.

## Reconicimientos
Bond fue incluido en el Museo y Salón de la Fama del Country en 1999, así como en el Salón de la Fama de Compositores de Nashville.

## Discografía

### Álbumes
| Año  | Álbum                                  | Posicionamiento en listas | Posicionamiento en listas | Sello   |
| Año  | Álbum                                  | US Country                | US                        | Sello   |
| ---- | -------------------------------------- | ------------------------- | ------------------------- | ------- |
| 1961 | That Wild, Wicked but Wonderful West   | —                         | —                         | Starday |
| 1962 | Live It Up and Laugh It Up             | —                         | —                         | Starday |
| 1963 | Songs That Made Him Famous             | —                         | —                         | Starday |
| 1960 | Hot Rod Lincoln                        | —                         | —                         | Starday |
| 1965 | Ten Little Bottles                     | 12                        | 142                       | Starday |
| 1966 | Famous Hot Rodders I Have Known        | —                         | —                         | Starday |
| 1966 | The Man Who Comes Around               | —                         | —                         | Starday |
| 1966 | Bottles Up                             | —                         | —                         | Starday |
| 1966 | The Branded Stock of Johnny Bond       | —                         | —                         | Starday |
| 1967 | Ten Nights in a Barroom                | —                         | —                         | Starday |
| 1967 | Sick, Sober and Sorry                  | —                         | —                         | Starday |
| 1967 | Drink Up and Go Home                   | —                         | —                         | Starday |
| 1968 | Three Sheets in the Wind               | —                         | —                         | Starday |
| 1969 | The Best of Johnny Bond                | —                         | —                         | Starday |
| 1970 | Something Old, New, Patriotic and Blue | —                         | —                         | Starday |
| 1971 | Here Come the Elephants                | —                         | —                         | Starday |

### Sencillos
| Año  | Sencillo                             | Posicionamiento en listas | Posicionamiento en listas | Álbum                   |
| Año  | Sencillo                             | US Country                | US                        | Álbum                   |
| ---- | ------------------------------------ | ------------------------- | ------------------------- | ----------------------- |
| 1947 | "Divorce Me C.O.D."                  | 3                         | —                         | singles only            |
| 1947 | "So Round, So Firm, So Fully Packed" | 5                         | —                         | singles only            |
| 1947 | "You Brought Sorrow to My Heart"     | 3                         | —                         | singles only            |
| 1947 | "The Daughter of Jole Blon"          | 4                         | —                         | singles only            |
| 1948 | "Oklahoma Waltz"                     | 9                         | —                         | singles only            |
| 1949 | "Till the End of the World"          | 12                        | —                         | singles only            |
| 1949 | "Tennessee Saturday Night"           | 11                        | —                         | singles only            |
| 1950 | "Love Song in 32 Beers"              | 8                         | —                         | singles only            |
| 1951 | "Sick, Sober and Sorry"              | 7                         | —                         | singles only            |
| 1960 | "Hot Rod Lincoln"                    | —                         | 26                        | Hot Rod Lincoln         |
| 1963 | "Three Sheets in the Wind"           | 30                        | —                         | Hot Rod Lincoln         |
| 1965 | "10 Little Bottles"                  | 2                         | 43                        | Ten Little Bottles      |
| 1971 | "Here Come the Elephants"            | 59                        | —                         | Here Come the Elephants |